# Greenville (Califòrnia)
Greenville és una concentració de població designada pel cens dels Estats Units a l'estat de Califòrnia. Segons el cens del 2000 tenia 1.160 habitants.

## Demografia
Segons el cens del 2000, Greenville tenia 1.160 habitants, 496 habitatges, i 308 famílies. La densitat de població era de 56,1 habitants/km².
Dels 496 habitatges en un 27,4% hi vivien nens de menys de 18 anys, en un 45% hi vivien parelles casades, en un 11,5% dones solteres, i en un 37,9% no eren unitats familiars. En el 33,1% dels habitatges hi vivien persones soles el 12,5% de les quals corresponia a persones de 65 anys o més que vivien soles. El nombre mitjà de persones vivint en cada habitatge era de 2,3 i el nombre mitjà de persones que vivien en cada família era de 2,9.
Per edats la població es repartia de la següent manera: un 24,6% tenia menys de 18 anys, un 7,2% entre 18 i 24, un 25% entre 25 i 44, un 24,1% de 45 a 60 i un 19,2% 65 anys o més.
L'edat mediana era de 41 anys. Per cada 100 dones de 18 o més anys hi havia 91,5 homes.
La renda mediana per habitatge era de 23.309 $ i la renda mediana per família de 26.354 $. Els homes tenien una renda mediana de 27.143 $ mentre que les dones 24.000 $. La renda per capita de la població era d'11.659 $. Entorn del 13,9% de les famílies i el 21% de la població estaven per davall del llindar de pobresa.

## Poblacions més properes
El següent diagrama mostra les poblacions més properes.